# AC4

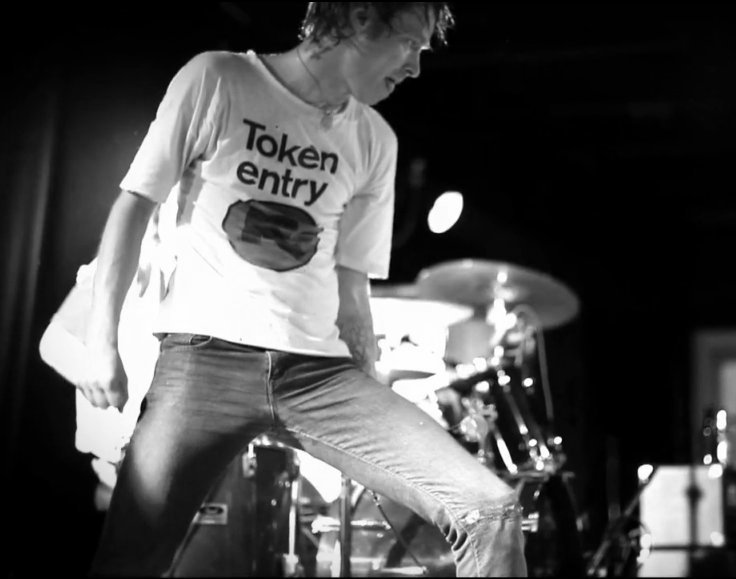
Dennis Lyxzén i Brisbane 2011

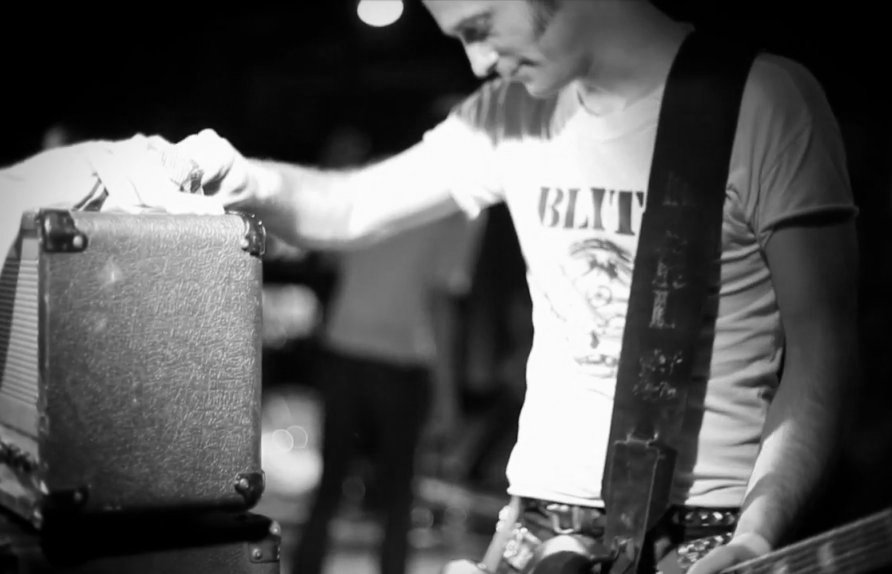
Karl Backman i Brisbane 2011

AC4 var ett svenskt punk/hardcoreband från Umeå.

## Historik

### 2008–2011
AC4 bildades av Dennis Lyxzén (sång) och David Sandström (bas), båda från Refused, tillsammans med Jens Nordén (trummor) och Karl Backman (gitarr), båda från The Vectors. De hade pratat om att bilda bandet länge, men startade först i april 2008 då Backman skrivit ett antal låtar. Namnet kom från Västerbottens läns länsbokstäver (AC) och antalet medlemmar i bandet (4). 
Gruppens första framträdande skedde den 5 maj 2008 under ockupationen av kvarteret Hammaren i Umeå. I juni 2008 postade någon en kort livevideo med AC4 på YouTube. Den hamnade på Kerrang!s spellista och fick över 14 000 träffar den första veckan.
Bandet spelade sedan på Storsjöyran och Punkfesten 2008, samt Way Out West 2009. 2010 spelade de bland annat på Getaway Rock Festival och turnerade i Norge, Danmark, Tyskland, Belgien, Österrike, Frankrike, Italien, England och Wales.
AC4 släppte en första fullängdare på Lyxzéns skivbolag Ny våg Records 2009 och skivan uppmärksammades i bland annat DN, Aftonbladet, Groove, Dagens skiva och Expressen. 2010 släpptes skivan även i Amerika, och 2011 i Australien. Utöver albumet släppte bandet också ett antal limiterade vinylutgåvor på flera mindre bolag. 
Bandet uppmärksammades även för att de i början vägrade låta sig intervjuas av journalister äldre än 18 år.
Under deras Australienturné i april 2011 filmades dokumentären A Few Minutes with AC4 tillsammans med en musikvideo till låten "Won't Bow Down" från debutalbumet. Därefter blev det tyst från bandet. 

### 2012–2013
Ett år senare, i maj 2012, meddelade Lyxzén att Sandström hade fått sparken (mest troligt som ett skämt) och nu ersatts av Christoffer Röstlund Jonsson, tidigare medlem i bland annat DS-13, samt att man påbörjat inspelningen av ett andra album. 
I mars 2013 släpptes bandets andra fullängdsalbum "Burn The World" på Ny våg Records i Europa och Deathwish Inc. i USA. Bandet följde upp skivan med en ny turné och framträdanden på ett antal stora festivaler, bland annat Groezrock i Belgien och Monster Bash i Tyskland. En vecka innan turnéstarten meddelade dock Nordén att han skulle sluta. Han ersattes inom ett par dagar av bandets skivproducent Fredrik Lyxzén.
Efter turnén lades bandet ned, då Dennis Lyxzén bestämt sig för att endast satsa på pop-projektet Invsn. Låtarna som Backman ursprungligen skrivit till kommande AC4-skivor blev då materialet till de första skivorna med hans nya hardcore-punkband The T-55's. Även Röstlund Jonsson och Fredrik Lyxzén fortsatte spela i olika hardcore-punkband. 
Den 20 december 2013 samlades medlemmarna en sista gång för en avskedsspelning i Umeå.

## Medlemmar
- Dennis Lyxzén - sång
- Karl Backman - gitarr
- Christoffer Röstlund Jonsson - bas
- Fredrik Lyxzén - trummor

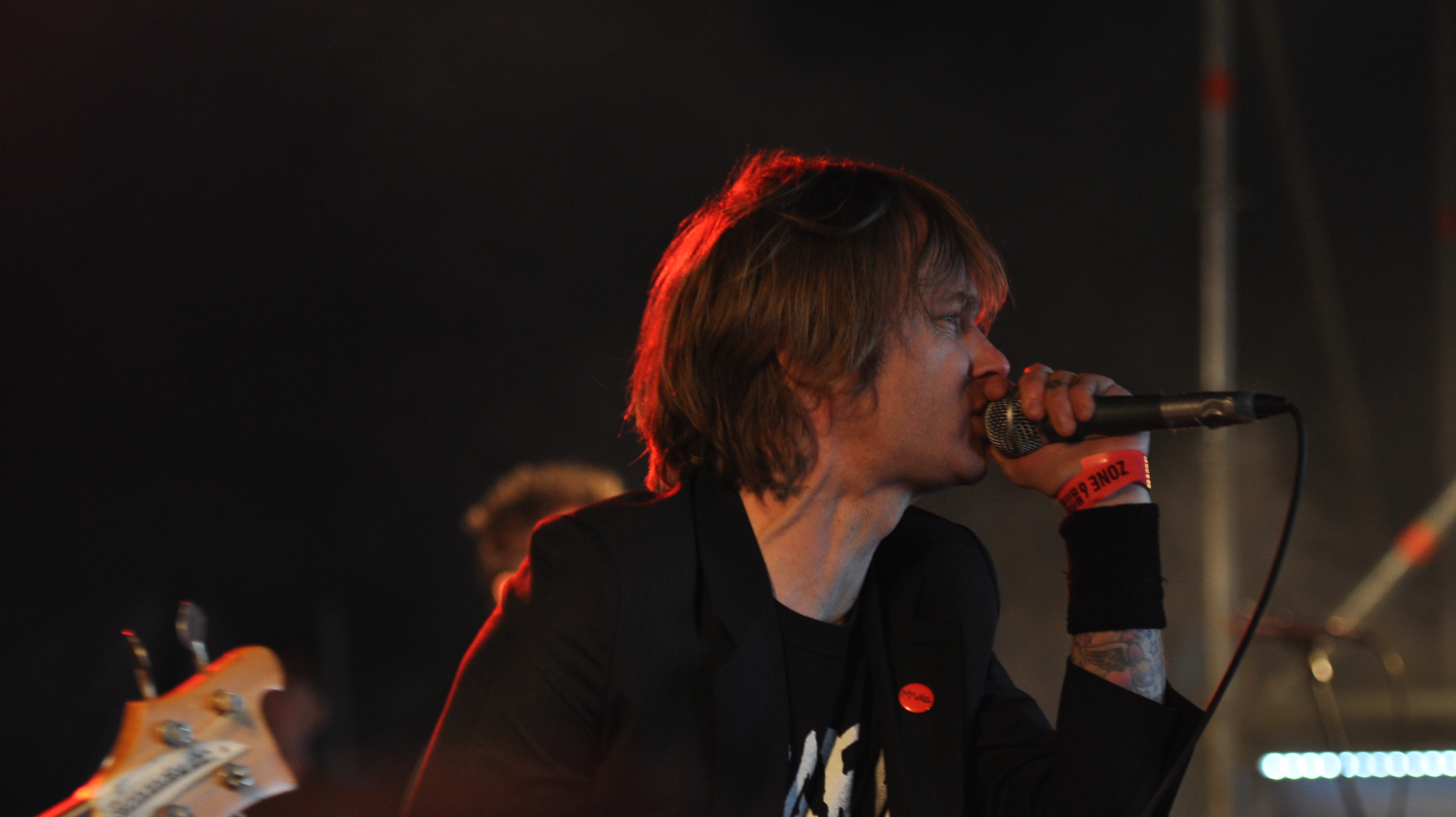
Dennis Lyxzén
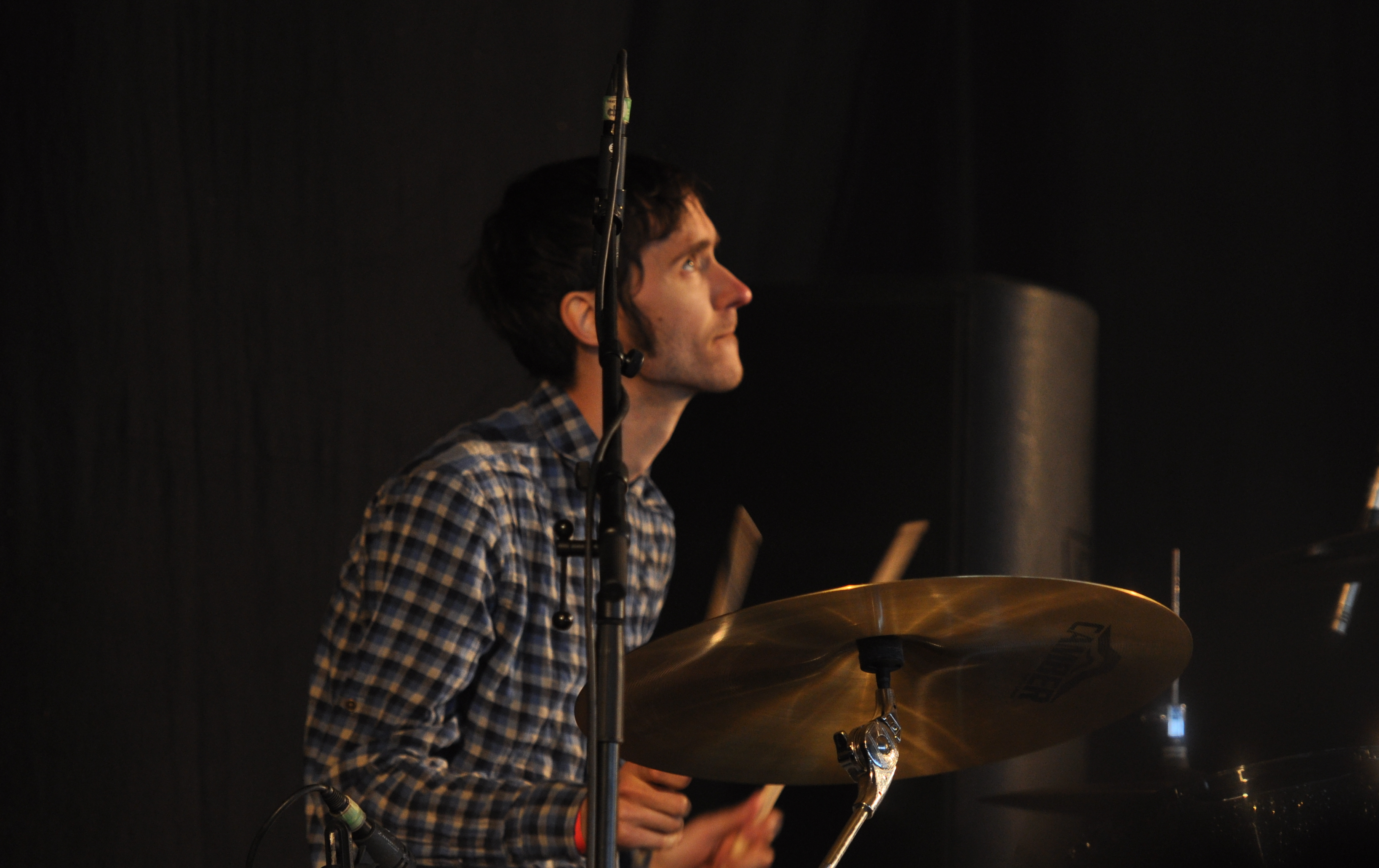
Fredrik Lyxzén
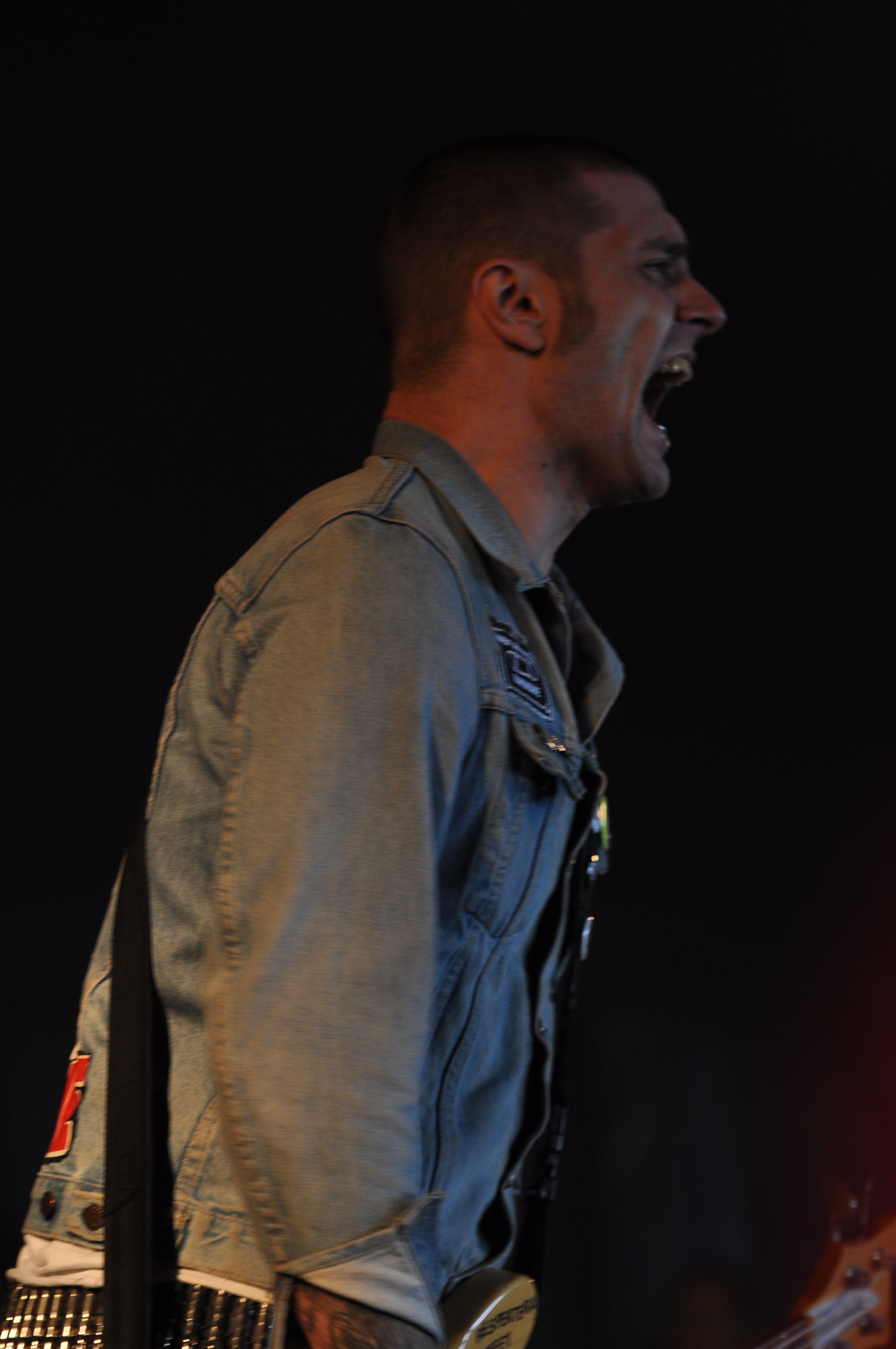
Christoffer Röstlund Jonsson
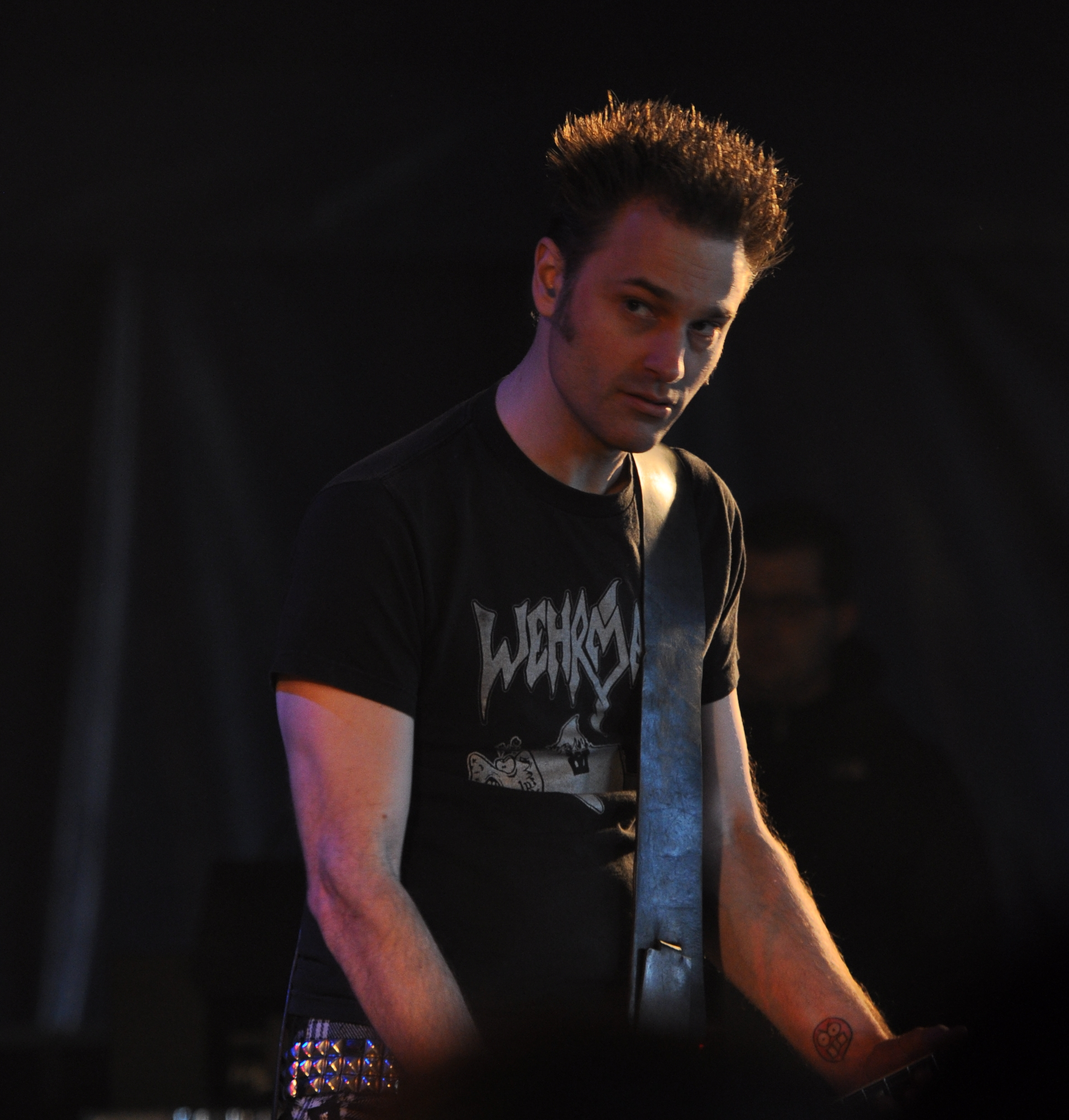
Karl Backman

## Diskografi

### Album
- 2009 – AC4 (Ny våg Records, Shock Entertainment, Deranged)
- 2013 – Burn The World (Ny våg Records, Deathwish Inc.)

### EP
- 2010 – Split EP med Surprise Sex Attack (Aniseed records)
- 2010 – Umeå Hardcore Ep (P.Trash Records)

### Samlingsskivor
- 2009 – Umeå Vråljazz Giganter (Ny våg Records)

## Relaterade grupper
- Refused
- The Vectors
- Step Forward
- Final Exit
- The (International) Noise Conspiracy